# Kabupaten Aceh Singkil
Kabupaten Aceh Singkil es una de las regencias o municipios (kabupaten) localizado en la provincia de Aceh en Indonesia. El gobierno local del kabupaten y la capital se encuentran en la ciudad de Singkil.
El kabupaten de Aceh Jaya comprende una superficie de 3578 km² y ocupa parte de la costa occidental de la isla de Sumatra, así como numerosas islas que se encuentran enfrentadas en el occidente de dicho kabupaten. La población se estima en unos 154 516 habitantes.
El kabupaten se divide a su vez en 15 kecamatan y 127 desa.

## Enlaces
- Sitio oficial (en indonesio)

- Datos: Q5672
- Multimedia: Aceh Singkil Regency / Q5672